# Mô hình kinh tế vĩ mô
Mô hình kinh tế vĩ mô là một công cụ phân tích được thiết kế để mô tả hoạt động của các vấn đề kinh tế của một quốc gia hoặc một khu vực. Những mô hình này thường được thiết kế để kiểm tra các thống kê so sánh và động lực của số lượng tổng hợp như tổng lượng hàng hóa và dịch vụ được sản xuất, tổng thu nhập kiếm được, mức độ sử dụng các nguồn lực sản xuất và mức giá.
Các mô hình kinh tế vĩ mô có thể là logic, toán học và/hoặc tính toán; các loại mô hình kinh tế vĩ mô khác nhau phục vụ các mục đích khác nhau và có những ưu điểm và nhược điểm khác nhau. Các mô hình kinh tế vĩ mô có thể được sử dụng để làm rõ và minh họa các nguyên tắc lý thuyết cơ bản; chúng có thể được sử dụng để kiểm tra, so sánh và định lượng các lý thuyết kinh tế vĩ mô khác nhau; chúng có thể được sử dụng để tạo ra các kịch bản "nếu như" (thường là để dự đoán tác động của những thay đổi trong tiền tệ, tài khóa hoặc các chính sách kinh tế vĩ mô khác); và chúng có thể được sử dụng để tạo dự báo kinh tế. Do đó, các mô hình kinh tế vĩ mô được sử dụng rộng rãi trong học thuật trong giảng dạy và nghiên cứu, và cũng được sử dụng rộng rãi bởi các tổ chức quốc tế, chính phủ quốc gia và các tập đoàn lớn hơn, cũng như các nhà tư vấn kinh tế và các think tank.

## Phân loại

### Mô hình lý thuyết đơn giản
Mô tả sách giáo khoa đơn giản về kinh tế vĩ mô liên quan đến một số lượng nhỏ các phương trình hoặc sơ đồ thường được gọi là 'mô hình'. Các ví dụ bao gồm mô hình IS-LM và mô hình kinh tế học vĩ mô của Keyell, và mô hình Solow của lý thuyết tăng trưởng tân cổ điển. Những mô hình này chia sẻ một số tính năng. Chúng dựa trên một vài phương trình liên quan đến một vài biến, thường có thể được giải thích bằng các sơ đồ đơn giản. Nhiều mô hình trong số này là tĩnh, nhưng một số mô hình động, mô tả nền kinh tế trong nhiều khoảng thời gian. Các biến xuất hiện trong các mô hình này thường đại diện cho các tổng hợp kinh tế vĩ mô (như GDP hoặc tổng số việc làm) thay vì các biến lựa chọn riêng lẻ và trong khi các phương trình liên quan đến các biến này nhằm mô tả các quyết định kinh tế, chúng thường không xuất phát trực tiếp bằng các mô hình tổng hợp của từng cá nhân lựa chọn. Chúng đủ đơn giản để được sử dụng làm minh họa cho các điểm lý thuyết trong các giải thích giới thiệu về các ý tưởng kinh tế vĩ mô; nhưng do đó, việc áp dụng định lượng để dự báo, thử nghiệm hoặc đánh giá chính sách thường là không thể mà không làm tăng đáng kể cấu trúc của mô hình.

### Mô hình dự báo thực nghiệm
Trong những năm 1940 và 1950, khi các chính phủ bắt đầu tích lũy dữ liệu kế toán thu nhập và sản phẩm quốc gia, các nhà kinh tế đã bắt đầu xây dựng các mô hình định lượng để mô tả các động lực quan sát được trong dữ liệu. Những mô hình này ước tính mối quan hệ giữa các biến số kinh tế vĩ mô khác nhau bằng cách sử dụng phân tích chuỗi thời gian (chủ yếu là tuyến tính). Giống như các mô hình lý thuyết đơn giản hơn, các mô hình thực nghiệm này đã mô tả mối quan hệ giữa các đại lượng tổng hợp, nhưng nhiều mô hình đã giải quyết một mức độ chi tiết tốt hơn nhiều (ví dụ, nghiên cứu mối quan hệ giữa sản lượng, việc làm, đầu tư và các biến khác trong nhiều ngành khác nhau). Do đó, các mô hình này đã phát triển để bao gồm hàng trăm hoặc hàng ngàn phương trình mô tả sự tiến hóa của hàng trăm hoặc hàng ngàn giá và số lượng theo thời gian, làm cho máy tính trở nên thiết yếu cho giải pháp của họ. Mặc dù lựa chọn các biến bao gồm trong mỗi phương trình được dẫn dắt một phần bởi lý thuyết kinh tế (ví dụ, bao gồm thu nhập trong quá khứ là yếu tố quyết định của tiêu dùng, như được đề xuất bởi lý thuyết về kỳ vọng thích ứng), bao gồm biến chủ yếu được xác định dựa trên cơ sở thực nghiệm thuần túy.
Nhà kinh tế học người Hà Lan Jan Tinbergen đã phát triển mô hình quốc gia toàn diện đầu tiên, mà ông đã xây dựng cho Hà Lan vào năm 1936. Sau đó, ông đã áp dụng cấu trúc mô hình tương tự cho các nền kinh tế của Hoa Kỳ và Vương quốc Anh. Mô hình kinh tế vĩ mô toàn cầu đầu tiên, dự án LINK của Hiệp hội Dự báo Kinh tế lượng Wharton, được Lawrence Klein khởi xướng. Mô hình được trích dẫn vào năm 1980 khi Klein, giống như Tinbergen trước ông, đã giành giải thưởng Nobel. Các mô hình thực nghiệm quy mô lớn thuộc loại này, bao gồm cả mô hình Wharton, vẫn còn được sử dụng cho đến ngày nay, đặc biệt là cho mục đích dự báo.

#### Phê bình Lucas của các mô hình dự báo theo kinh nghiệm
Các nghiên cứu kinh tế lượng trong phần đầu của thế kỷ 20 cho thấy mối tương quan tiêu cực giữa lạm phát và thất nghiệp được gọi là đường cong Phillips. Các mô hình dự báo kinh tế vĩ mô thực nghiệm, dựa trên cùng một dữ liệu, có ý nghĩa tương tự: họ cho rằng thất nghiệp có thể được hạ thấp vĩnh viễn bằng cách tăng lạm phát vĩnh viễn. Tuy nhiên, vào năm 1968, Milton Friedman  và Edmund Phelps  đã lập luận rằng sự đánh đổi rõ ràng này là ảo tưởng. Họ tuyên bố rằng mối quan hệ lịch sử giữa lạm phát và thất nghiệp là do thực tế là các giai đoạn lạm phát trong quá khứ phần lớn là bất ngờ. Họ lập luận rằng nếu các cơ quan tiền tệ tăng vĩnh viễn tỷ lệ lạm phát, công nhân và doanh nghiệp cuối cùng sẽ hiểu điều này, lúc đó nền kinh tế sẽ trở lại mức thất nghiệp cao hơn trước đây, nhưng bây giờ cũng có lạm phát cao hơn. Sự suy thoái của những năm 1970 dường như khẳng định dự đoán của họ.
Năm 1976, Robert Lucas, Jr., đã xuất bản một bài báo có ảnh hưởng với lập luận rằng sự thất bại của đường cong Phillips trong những năm 1970 chỉ là một ví dụ về một vấn đề chung với các mô hình dự báo theo kinh nghiệm. Ông chỉ ra rằng các mô hình như vậy có nguồn gốc từ các mối quan hệ được quan sát giữa các đại lượng kinh tế vĩ mô khác nhau theo thời gian và các mối quan hệ này khác nhau tùy thuộc vào chế độ chính sách kinh tế vĩ mô nào được áp dụng. Trong bối cảnh của đường cong Phillips, điều này có nghĩa là mối quan hệ giữa lạm phát và thất nghiệp được quan sát thấy trong một nền kinh tế nơi lạm phát thường ở mức thấp trong quá khứ sẽ khác với mối quan hệ được quan sát thấy trong một nền kinh tế nơi lạm phát cao. Hơn nữa, điều này có nghĩa là người ta không thể dự đoán tác động của chế độ chính sách mới bằng cách sử dụng mô hình dự báo theo kinh nghiệm dựa trên dữ liệu từ các giai đoạn trước khi chế độ chính sách đó không được áp dụng. Lucas lập luận rằng các nhà kinh tế sẽ vẫn không thể dự đoán được tác động của các chính sách mới trừ khi họ xây dựng các mô hình dựa trên các nguyên tắc kinh tế cơ bản (như sở thích, công nghệ và hạn chế ngân sách) sẽ không bị ảnh hưởng bởi những thay đổi chính sách.

### Mô hình cân bằng tổng thể ngẫu nhiên động
Một phần như là một phản ứng với phê bình Lucas, các nhà kinh tế của những năm 1980 và 1990 bắt đầu xây dựng các mô hình kinh tế vĩ mô  dựa trên sự lựa chọn hợp lý, được gọi là mô hình cân bằng tổng thể ngẫu nhiên động (DSGE). Những mô hình này bắt đầu bằng cách chỉ định tập hợp các đại lý hoạt động trong nền kinh tế, chẳng hạn như hộ gia đình, công ty và chính phủ ở một hoặc nhiều quốc gia, cũng như các ưu đãi, công nghệ và hạn chế ngân sách của mỗi quốc gia. Mỗi đại lý được giả định để đưa ra một lựa chọn tối ưu, có tính đến giá cả và chiến lược của các đại lý khác, cả trong giai đoạn hiện tại và trong tương lai. Tổng hợp các quyết định của các loại đại lý khác nhau, có thể tìm thấy giá tương đương cung với cầu trên mọi thị trường. Do đó, các mô hình này thể hiện một loại tự cân bằng: các đại lý chọn tối ưu cho giá, trong khi giá phải phù hợp với cung và cầu của đại lý.
Các mô hình DSGE thường cho rằng tất cả các tác nhân thuộc một loại nhất định là giống hệt nhau (nghĩa là có 'hộ đại diện ' và 'công ty đại diện ') và có thể thực hiện các phép tính hoàn hảo dự báo trung bình chính xác về tương lai (được gọi là kỳ vọng hợp lý). Tuy nhiên, đây chỉ là những giả định đơn giản hóa và không cần thiết cho phương pháp DSGE; nhiều nghiên cứu DSGE nhắm đến chủ nghĩa hiện thực lớn hơn bằng cách xem xét các tác nhân không đồng nhất  hoặc các loại kỳ vọng thích ứng khác nhau. So với các mô hình dự báo theo kinh nghiệm, các mô hình DSGE thường có ít biến và phương trình hơn, chủ yếu là do các mô hình DSGE khó giải quyết hơn, ngay cả với sự trợ giúp của máy tính. Các mô hình DSGE lý thuyết đơn giản, chỉ liên quan đến một vài biến số, đã được sử dụng để phân tích các lực thúc đẩy chu kỳ kinh doanh; công việc thực nghiệm này đã tạo ra hai khung cạnh tranh chính được gọi là mô hình chu kỳ kinh doanh thực sự  và mô hình DSGE của Keynes mới. Các mô hình DSGE phức tạp hơn được sử dụng để dự đoán tác động của những thay đổi trong chính sách kinh tế và đánh giá tác động của chúng đối với phúc lợi xã hội. Tuy nhiên, dự báo kinh tế vẫn chủ yếu dựa trên các mô hình thực nghiệm truyền thống hơn, vẫn được cho là rộng rãi để đạt được độ chính xác cao hơn trong việc dự đoán tác động của các xáo trộn kinh tế theo thời gian.

#### Mô hình DSGE so với CGE
Một phương pháp liên quan chặt chẽ mà mô hình DSGE trước ngày là mô hình cân bằng tổng thể (CGE) có thể tính toán. Giống như các mô hình DSGE, các mô hình CGE thường được vi mô dựa trên các giả định về sở thích, công nghệ và các ràng buộc ngân sách. Tuy nhiên, các mô hình CGE tập trung chủ yếu vào các mối quan hệ lâu dài, khiến chúng phù hợp nhất để nghiên cứu tác động dài hạn của các chính sách vĩnh viễn như hệ thống thuế hoặc sự mở cửa của nền kinh tế đối với thương mại quốc tế. Thay vào đó, các mô hình DSGE nhấn mạnh đến sự năng động của nền kinh tế theo thời gian (thường ở tần suất hàng quý), khiến chúng phù hợp để nghiên cứu các chu kỳ kinh doanh và các tác động theo chu kỳ của chính sách tài chính và tiền tệ.

### Các mô hình kinh tế vĩ mô tính toán dựa trên tác nhân
Một phương pháp mô hình hóa khác đã phát triển cùng lúc với các mô hình DSGE là kinh tế học tính toán dựa trên tác nhân (ACE), đó là một loạt các mô hình hóa dựa trên tác nhân. Giống như phương pháp DSGE, ACE tìm cách phá vỡ các mối quan hệ kinh tế vĩ mô tổng hợp thành các quyết định kinh tế vi mô của từng tác nhân. Các mô hình ACE cũng bắt đầu bằng cách xác định tập hợp các tác nhân tạo nên nền kinh tế và chỉ định các loại tương tác mà các tác nhân riêng lẻ có thể có với nhau hoặc với toàn bộ thị trường. Thay vì xác định sở thích của các tác nhân đó, các mô hình của ACE thường nhảy thẳng vào việc chỉ định chiến lược của họ. Hoặc đôi khi, các ưu tiên được chỉ định, cùng với một chiến lược ban đầu và một quy tắc học tập theo đó chiến lược được điều chỉnh theo thành công trong quá khứ của nó. Với các chiến lược này, có thể nghiên cứu sự tương tác của một số lượng lớn các tác nhân riêng lẻ (có thể rất không đồng nhất) trên máy tính, và sau đó có thể nghiên cứu các mối quan hệ kinh tế vĩ mô tổng hợp phát sinh từ các hành động riêng lẻ đó.

#### Điểm mạnh và điểm yếu của mô hình DSGE và ACE
Các mô hình DSGE và ACE có những ưu điểm và nhược điểm khác nhau do các cấu trúc cơ bản khác nhau của chúng. Các mô hình DSGE có thể phóng đại tính hợp lý và tầm nhìn xa của cá nhân, và nhấn mạnh tầm quan trọng của tính không đồng nhất, vì các kỳ vọng hợp lý, trường hợp đại lý vẫn là loại mô hình DSGE đơn giản nhất và do đó để giải quyết. Ngoài ra, không giống như các mô hình ACE, có thể khó nghiên cứu các tương tác cục bộ giữa các tác nhân riêng lẻ trong các mô hình DSGE, thay vào đó tập trung chủ yếu vào cách các tác nhân tương tác thông qua giá tổng hợp. Mặt khác, các mô hình ACE có thể phóng đại các lỗi trong quá trình ra quyết định riêng lẻ, vì các chiến lược được giả định trong các mô hình ACE có thể ở rất xa các lựa chọn tối ưu trừ khi nhà mô hình hóa rất cẩn thận. Một vấn đề liên quan là các mô hình của ACE bắt đầu từ các chiến lược thay vì các ưu tiên có thể vẫn dễ bị tổn thương bởi phê bình Lucas: một chế độ chính sách thay đổi thường sẽ làm phát sinh các chiến lược thay đổi.